# Akhtúbinsk
Akhtúbinsk (em russo:  Ахту́бинск) é uma cidade e o centro administrativo do Distrito Akhtúbinski, no Oblast de Astracã, na Rússia.
Localizada na margem esquerda do rio Akhtuba (um afluente do rio Volga), a 292 km ao norte de Astracã, em 2010 sua população era 41.853.

## História
Akhtúbinsk foifundada em 1959, pela fusão de três assentamentos: Vladimirovka, Petropavlovskoie e Akhtuba.

## Status administrativo e municipal
No âmbito das divisões administrativas russas, Akhtúbinsk serve como centro administrativo do distrito de Akhtúbinski. No âmbito desse distrito, o centro urbano de Akhtubinsk forma a cidade de significância de distrito de Akhtúbinsk. Em âmbito municipal, cidade de significância de distrito de Akhtúbinsk é parte do Distrito Municipal de Akhtúbinski como o Assentamento Urbano de Akhtúbinsk.

## Economia
As principais empresas da cidade incluem uma fábrica de construção naval e reparação, uma fábrica de leite, uma fábrica de carne, uma padaria e uma fábrica de água mineral.
Akhtúbinsk é o ponto de transferência para Bassol, o complexo industrial de extração sal do Lago Baskuntchak.

## Instalações militares
Um centro governamental de testes de voo, conhecido como Valery Chkalov 929 GLITs VVS, está localizado em Akhtúbinsk. O sítio de testes militares Groshevo (Vladimirovka) está localizado no norte de Akhtúbinsk.
Em 2012, teve início a construção de um sítio para operações de teste de voo, incluindo uma nova pista especificamente projetada para acomodar os testes de voo do caça furtivo Sukhoi Su-57.